# Лишнянська сільська рада
| Лишнянська сільська рада — орган місцевого самоврядування у Макарівському районі Київської області з адміністративним центром у с. Лишня. Історична дата утворення: в 1929 році. Водоймища на території, підпорядкованій даній раді: Куделя. Сільській раді підпорядковані населені пункти: - с. Лишня - с. Осикове |

## Склад ради
Рада складається з 12 депутатів та голови.
- Голова ради: Шевчук Андрій Андрійович
- Секретар ради: Дмитренко Тетяна Василівна

### Керівний склад ради
| ПІБ                      | Основні відомості                                                         | Дата обрання | Дата звільнення |
| ------------------------ | ------------------------------------------------------------------------- | ------------ | --------------- |
| Шевчук Андрій Андрійович | Сільський голова, 1951 року народження, освіта, безпартійний              | 26.03.2006   | 31.10.2010      |
| Шевчук Андрій Андрійович | Сільський голова, 1951 року народження, освіта вища, член Партії регіонів | 31.10.2010   | 25.10.2015      |
| Шевчук Андрій Андрійович | Сільський голова, 1951 року народження, освіта вища                       | 25.10.2015   |                 |

Примітка: таблиця складена за даними джерела [Архівовано 14 лютого 2018 у Wayback Machine.]
Депутати
За результатами місцевих виборів 2015 року, депутатами ради стали: 
| № ОВО | Прізвище, ім'я, по батькові       | Висування                                               | Відомості про обраного депутата |
| ----- | --------------------------------- | ------------------------------------------------------- | --- |
| 1     | Дмитренко Тетяна Василівна        | Самовисування                                           | Громадянка України, народилася 17.11.1977 р., освіта загальна середня, безпартійна, с. Лишня Макарівський р-н, Київська обл., Тимчасово не працює, місце проживання: с.Лишня Макарівський р-н, Київська обл.               |
| 2     | Задоя Любов Миколаївна            | Самовисування                                           | Громадянка України, народилася 19.03.1988 р., освіта вища, безпартійна, Лишнянська сільська рада, Секретар, місце проживання: с.Лишня Макарівський р-н, Київська обл.                                                      |
| 3     | Шевчук Олександр Андрійович       | Самовисування                                           | Громадянин України, народився 29.08.1976 р., освіта професійно-технічна, безпартійний, Кооператив "ГАЗ", Голова кооперативу, місце проживання: с.Лишня Макарівський р-н, Київська обл.                                     |
| 4     | Лозовенко Тетяна Степанівна       | Самовисування                                           | Громадянка України, народилася 15.09.1976 р., освіта вища, безпартійна, Лишнянська ЗОШ І-ІІІ ступенів, вчитель, місце проживання: с.Лишня Макарівський р-н, Київська обл.                                                  |
| 5     | Чередниченко Олександр Степанович | Самовисування                                           | Громадянин України, народився 10.02.1969 р., освіта загальна середня, безпартійний, с.Лишня Макарівський р-н, Київська обл., Фізична особа - підприємець, місце проживання: с.Лишня Макарівський р-н, Київська обл.        |
| 6     | Нижник Світлана Сергіївна         | Самовисування                                           | Громадянка України, народилася 04.07.1960 р., освіта професійно-технічна, безпартійна, ВП "Київприлад", Завідувачка складу, місце проживання: с.Лишня Макарівський р-н, Київська обл.                                      |
| 7     | Кашуба Галина Григорівна          | Самовисування                                           | Громадянка України, народилася 28.11.1941 р., освіта загальна середня, безпартійна, с.Лишня Макарівський р-н, Київська обл., пенсіонер, місце проживання: с.Лишня Макарівський р-н, Київська обл.                          |
| 8     | Палій Микола Сергійович           | політична партія Всеукраїнське об’єднання "Батьківщина" | Громадянин України, народився 21.01.1947 р., освіта професійно-технічна, безпартійний, с.Осикове Макарівський р-н, Київська обл., пенсіонер, місце проживання: с.Осикове Макарівський р-н, Київська обл.                   |
| 9     | Дернова Анна Володимирівна        | політична партія Всеукраїнське об’єднання "Батьківщина" | Громадянка України, народилася 08.08.1979 р., освіта вища, безпартійна, с.Осикове Макарівський р-н, Київська обл., Тимчасово не працює, місце проживання: с.Осикове Макарівський р-н, Київська обл.                        |
| 10    | Мелюхова Людмила Іванівна         | Самовисування                                           | Громадянка України, народилася 08.08.1953 р., освіта професійно-технічна, безпартійна, с.Осикове Макарівський р-н, Київська обл., Фізична особа - підприємець, місце проживання: с.Осикове Макарівський р-н, Київська обл. |
| 11    | Станкевич Тетяна Борисівна        | Самовисування                                           | Громадянка України, народилася 01.08.1975 р., освіта професійно-технічна, безпартійна, м. Київ, Фізична особа - підприємець, місце проживання: м. Київ                                                                     |
| 12    | Дерев’янченко Оксана Миколаївна   | Самовисування                                           | Громадянка України, народилася 23.01.1976 р., освіта загальна середня, безпартійна, ТОВ "КІП" ЛТД, Завідувачка складу, місце проживання: с.Осикове,Макарівський р-н., Київська обл                                         |

Примітка: таблиця складена за даними джерела ЦВК